# Сальцман, Дмитрий Георгиевич
Дмитрий Георгиевич Сальцман (11 января 1974) — советский, российский и таджикистанский футболист. Игрок сборной Таджикистана.

## Клубная карьера
Профессиональную карьеру начинал во Второй союзной лиге в клубе «Вахш» Курган-Тюбе. После распада СССР перебрался в Россию, сначала играл за «Виктор-Гигант» Воскресенск, затем за «Авангард-Кортэк» Коломна. С 1996 года по 1999 годы играл за «Машиностроитель» Псков, «Энергию» Великие Луки, «Зенит-Д» и «Динамо» из Санкт-Петербурга. С 2000 по 2005 годы выступал за череповецcкую «Северсталь».

## Карьера в сборной
1 декабря 1998 года на Азиатских играх в Бангкоке за сборную Таджикистана сыграл один матч против Мальдив, в которой отличился забитым мячом.